# Florence Brunelle
Florence Brunelle (Trois-Rivières, 20 dicembre 2003) è una pattinatrice di short track canadese.

## Palmarès
- Mondiali

Montréal 2022: argento nella staffetta 3000 m.
Pechino 2025: oro nella staffetta 3000 m e nella staffetta 2000 m mista.
- Mondiali junior

Bormo 2020: argento nei 500 m e nei 1500 m.
Gdansk 2022: oro nei 500 m, nei 1000 m e nella staffetta 3000 m.
- Giochi olimpici giovanili:
- Losanna 2020: bronzo nei 500 m e nei 1000 m.